# Електронний квиток (залізниця)
Електрóнний квитóк (англ. e-ticket) — електронний документ, що дає право на проїзд, аналогічний традиційному квитку, який продається у залізничних касах.
На відміну від паперового квитка, електронний квиток являє собою цифровий запис в базі даних Укрзалізниці. Придбавши електронний квиток, пасажиру не потрібно обмінювати його в касі на паперовий, достатньо пред'явити бланк електронного квитка провіднику разом з посвідченням особи під час посадки в поїзд. 

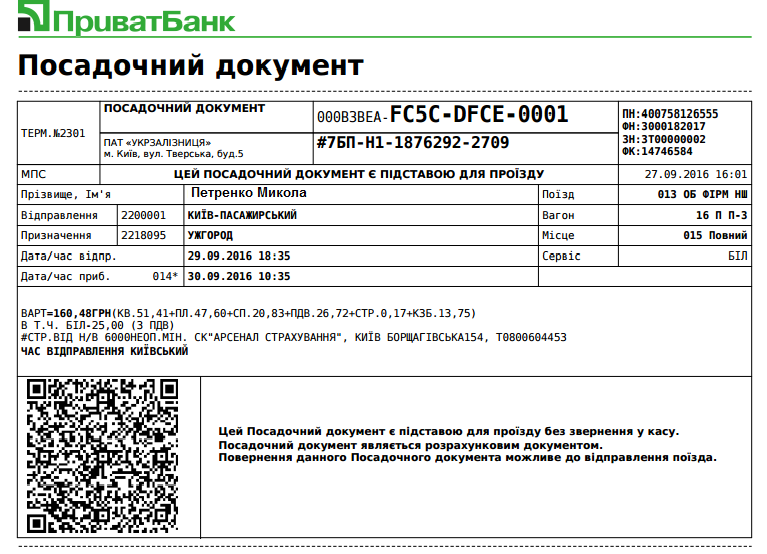
Електронний квиток на поїзд

Такий квиток є повноцінним проїзним документом, а також фіскальним документом і приймається бухгалтерією для компенсації проїзду у відрядженні. Електронні квитки не потрібно обмінювати в касі і діють на всі поїзди внутрішнього сполучення, окрім приміських, регіональних та додаткових поїздів. Також електронний квиток, оформлений через інтернет, неможливо втратити — його можна роздрукувати необмежену кількість разів із листа, який надходить на електронну скриньку клієнта.
Електронний квиток може бути представлений як у вигляді роздрукованого бланка, що містить QR-код, так і просто у вигляді QR-коду на екрані мобільного телефону, планшету або ноутбука.
З 23 липня 2013 року електронні залізничні квитки для деяких поїздів отримали статус розрахункових документів, посадка пасажирів за якими здійснюється шляхом зчитування провідником QR-коду через мобільний пристрій. Це стало можливим завдяки впровадженню на залізниці технології безпечного передавання даних компанією «Київстар».
10 листопада 2016 року «Укрзалізниця» запровадила мобільну версію сайту з продажу квитків з мобільного пристрою через сайт booking.uz.gov.ua.
З 1 грудня 2016 року, на період новорічних свят, як експеримент керівництво «Укрзалізниці» призупинило надання послуги резервування місць у поїздах через інтернет. Квитки через інтернет відтепер можна лише придбати, а не зарезервувати. У компанії пішли на цей крок заради запобігання антикорупційних заходів.

## QR-код електронного квитка
QR-код — це технологія кодування інформації, аналогічна звичайному штрих-коду. Лише у випадку з QR-кодом, зчитування інформації відбувається у двомірному просторі за допомогою відеокамери, а не за допомогою тонкого променя (одномірний простір).
У QR-код може поміститися набагато більше інформації (7089 цифр або 4296 цифр і букв), ніж у штрих-коді. До того ж для зчитування QR-коду не потрібне спеціальне обладнання — такий код може бути прочитаний за допомогою звичайного мобільного телефону, що має камеру і відповідне програмне забезпечення для розшифровки даних.
QR-код називають двомірним штрих-кодом або матричним кодом. Технологія QR-коду дозволяє повністю відновлювати втрачені внаслідок пошкодження квитка дані, якщо обсяг втраченої інформації не перевищує 30 %. QR-код може бути зчитано під довільним кутом, його не обов'язково точно позиціонувати.
Зображення коду складається з квадратів, для його створення досить просто контрастного зображення (наприклад, чорно-білого). Тому, бланк залізничного квитка з QR-кодом може бути роздрукований практично на будь-якому принтері (окрім матричного).

## Недоліки технології паперових квитків
Технології застосування традиційних паперових проїзних документів створювалися у першій половині XX століття з урахуванням можливостей на той час технологій зберігання, передачі та обробки інформації. Зокрема, для зберігання інформації застосовувалися паперові носії, для передачі — телеграфні та телефонні голосові канали, для пошуку інформації — великі сховища паперових носіїв проглядалися очима. Використані технології не дозволяли проводити в масовому порядку, за прийнятно короткий час, навіть вибіркову перевірку квитків, які надавалися пасажирами для отримання послуг перевезення або для повернення коштів при відмові від перевезення. Таким чином, виписаний квиток мав бути сам по собі носієм інформації, яка необхідна для надання послуг і відповідних грошових розрахунків. Разом з тим, на різних стадіях процесу продажу квитків і перевезення пасажирів теоретично можливі навмисні зловмисні дії щодо фальсифікації інформації про укладені умови перевезення, з метою незаконного отримання будь-якої фінансової вигоди. Також відомі випадки оформлення підроблених квитків на викрадених бланках та інші види махінацій. В результаті цих та багатьох інших чинників були вироблені спеціальні заходи щодо проведення процедур продажу електронних проїзних квитків.
Зокрема, існували такі обмеження:
- квиток повинен бути випущений на спеціальному бланку, який забезпечений засобами захисту від підробок (наприклад, папір з водяними знаками);
- бланки квитків повинні бути бланками суворої звітності, у відношенні яких діють спеціальні правила обліку, зберігання, передачі для використання, утилізації;
- процедура випуску квитків мала на увазі копіювання інформації з квитка на інші носії інформації (наприклад, відривні купони квитка) і передачу цих носіїв в інші підприємства для обліку, використання, прийому до виконання, архівування та інших цілей.

Все це робило процедуру випуску проїзних квитків досить вартісним. Є відомості, що витрати транспортних компаній на випуск бланків квитків та інші витрати, пов'язані власне з організацією продажу квитків на паперових бланках, сягали близько 10 доларів США за кожен проданий квиток.

## Переваги електронного квитка
Наприкінці XX століття ситуація зі зберіганням, передачею, обробкою і пошуком інформації істотно змінилася. Істотно зросла швидкість передачі та обробки інформації, а також ємність інформаційних сховищ і швидкість пошуку інформації. Все це зробило можливим появу технології електронних квитків.
Електронний квиток не можна втратити або зіпсувати. Дані про пасажира зберігаються в електронній базі даних, тож квиток в будь-який момент є можливість відновити у розділі «Особистий кабінет».
Електронний квиток навіть не обов'язково друкувати, при посадці достатньо пред'явити посвідчення особи і QR-код на екрані мобільного пристрою і провідник справить посадку на поїзд.
Для купівлі електронного квитка не потрібна каса. Все що потрібно — це Інтернет або доступ до однієї з точок продажів (терміналу поповнення рахунку, відділенню банку, пошти або офісу туристичного агентства).
Купівля залізничного квитка економить колосальний обсяг часу. Фактично придбати квиток є можливість менш ніж за хвилину. Ще деякий час іде на проведення і підтвердження оплати через обрану пасажиром платіжну систему, але вже після того, як натиснути кнопку «Купити». Система вважає такий квиток викупленим до того часу, поки не скасується купівля або не закінчиться 15 хвилинний термін, який відведений на оплату квитка.
Оплатити (завершити оплату через платіжну систему) обраний квиток потрібно протягом 15 хвилин, інакше він буде скасований і стане доступним для покупки іншими пасажирами. Квиток вважається сплаченим в момент списання коштів.

## Замовлення електронного квитка
Бронювання електронних квитків здійснюється як традиційним способом (через операторів і комп'ютерні системи бронювання), так і самостійно пасажирами через вебсайти транспортних компаній чи агентств. Оплата квитка також може відбуватися як традиційним способом (готівкою касиру), так і за допомогою засобів електронних платежів.
Можливість купівлі електронного залізничного квитка є на багатьох маршрутах поїздів в Україні. При створенні бронювання можливо побачити, чи є можливість замовити електронний квиток. Після створення бронювання на сторінці оплати з'явиться повідомлення про можливість замовлення електронного квитка, після якого треба обрати відповідний варіант і виконати оплату.

## Сайти продажу електронних квитків
Електронний квиток можна самостійно купити в інтернеті. Переваги інтернет-купівлі квитка полягають в тому, що особа, яка бронює квиток отримує повну інформацію про всі можливі варіанти маршруту обраного напрямку або запропоновані маршрути з пересадками, якщо немає прямого сполучення, запропонованих системою, а також бачить структуру утворення ціни залізничного квитка, із зазначенням плати за вартість квитка та додаткові сервіси (постільна білизна, чай, кава, продуктові набори в поїздах «Інтерсіті+» тощо). Покупка здійснюється набагато швидше стандартної покупки через залізничні каси.
Купівля та оплата електронного квитка здійснюється на сайтах, які підключені до ресурсів продаж квитків. Для оплати приймається будь-яка платіжна банківська картка. Підтвердження про покупку надсилається на електронну адресу.

## Користування електронним квитком
Після успішної оплати замовлення на електронну пошту, вказану при створенні замовлення, прийде лист з прикріпленим електронним квитком у форматі .pdf, який потрібно лише роздрукувати і пред'явити його провіднику при посадці на поїзд. Електронний залізничний квиток надає такі ж права для проїзду пасажира, як і паперовий аналог.
Роздрукований електронний квиток містить повну інформацію про поїздку:
- Прізвище та ім'я пасажира. Електронний квиток є іменним, тому в бланку квитка друкується ім'я та прізвище пасажира. Квиток надає право на проїзд лише в разі пред'явлення посвідчення особи.
- Номер електронного квитка — вводиться провідником у зчитувальний пристрій у випадку, якщо з технічних причин QR-код не зчитаний. Таким чином, провідник знаходить квиток в базі даних і звіряє дані про пасажира з його посвідченням особи.
- Інформація про поїзд, номер й клас вагона, місця.
- QR-код електронного квитка — містить всю інформацію про пасажира і місце придбання, а також несиметричний цифровий підпис засвідчує справжність квитка.
- Інформація для пасажира —  нагадування про необхідність пред'явлення оригіналу свідоцтва про народження дитини (за відсутності свідоцтва про народження посадка проведена не буде); інформація про те, що електронний квиток не потрібно обмінювати в касі на паперовий; інформація про те, що здати електронний квиток можна не пізніше, ніж за годину до відправлення поїзда.

Наразі на один і той же поїзд існує можливість придбати як електронний квиток, так і квиток з відкладеним друком. Такі пасажирські поїзди позначаються символом у вигляді QR-коду. Електронний квиток не вимагає додаткового обміну в касі, на відміну від квитка з відкладеним друком.

## Бланк-замовлення
Бланк-замовлення — це інформація про факт бронювання та оплати електронного квитка, яка роздрукована на звичайному папері. На відміну від паперових квитків, для бланку-замовлення не потрібні спеціальні бланки. Бланк-замовлення друкується на звичайному папері на звичайному комп'ютерному принтері. Якщо пасажир бронює квиток самостійно — йому надається можливість самостійно роздрукувати бланк-замовлення, який можна обміняти в касі залізничного вокзалу на звичайний паперовий проїзний документ.

## Повернення електронного квитка
Для повернення електронного квитка можливо звернутися безпосередньо в залізничну касу і надати роздрукований електронний квиток або повернути квиток онлайн на вебсайті.

### Загальні правила повернення електронних квитків онлайн
Клієнт може анулювати оплачений електронний квиток онлайн, що набагато простіше і зручніше.
Для цього треба:
- авторизуватися у розділі «Особистий кабінет» чи «Мій квиток» під своїм логіном і паролем;
- обрати опцію «Повернення квитка».
- зазначити дані пасажира у формі повернення і натиснити кнопку «Прорахувати суму до повернення» і система автоматично прорахує суму з урахуванням штрафних санкцій «Укрзалізниці».
- підтвердити анулювання квитка.

У випадку оплати у сервісах «Приват24» або WebMoney клієнт автоматично буде скерований на відповідну електронну форму заяви на повернення. У цьому випадку статус у розділі «Особистий кабінет» буде змінено на «Очікує заповнення користувачем». Тож треба заповнити поля заяви і надіслати її.
Після заповнення заяви на повернення статус замовлення буде змінено на «У процесі скасування», а згодом — на «Повернено». Якщо анульовано лише декілька квитків із цілого замовлення, статус буде змінено на «Часткове повернення». Якщо було оформлено свій багаж одночасно з квитком, система автоматично анулює багажну квитанцію разом з усім замовленням. За необхідності є можливість окремо анулювати багажну квитанцію без скасування квитка. Анулювати квиток можна до часу відправлення поїзда.

## Поїзди, в яких діє електронний квиток
| Пасажирські поїзди далекого сполучення | Пасажирські поїзди далекого сполучення               |  |
| №                                      | Маршрут сполучення                                   |  |
| -------------------------------------- | ---------------------------------------------------- |  |
| 001/002 «Єдність»                      | Харків — Івано-Франківськ                            |  |
| 003/004 «Нічний експрес»               | Запоріжжя — Ужгород                                  |  |
| 006/005 «Україна»                      | Київ — Москва                                        |  |
| 007/008 «Нічний експрес»               | Київ — Чернівці                                      |  |
| 007/008 «Пальміра»                     | Харків — Одеса                                       |  |
| 009/010 «Приазов'я»                    | Маріуполь — Київ                                     |  |
| 012/011 «Славутич»                     | Київ — Новоолексіївка                                |  |
| 012/011 «Західний експрес»             | Львів — Одеса                                        |  |
| 013/014                                | Київ — Солотвино                                     |  |
| 015/016 «Владислав Зубенко»            | Харків — Рахів                                       |  |
| 017/018 «Сковорода-Експрес»            | Харків — Ужгород                                     |  |
| 019/020 «Нічний експрес»               | Попасна — Лисичанськ — Київ                          |  |
| 021/022 «Вечірні зорі»                 | Харків — Львів                                       |  |
| 026/025 «Біла акація»                  | Одеса — Ясіня / Рахів                                |  |
| 029/030 «Нічний експрес»               | Київ — Ужгород                                       |  |
| 038/037 «Нічний експрес»               | Київ — Запоріжжя                                     |  |
| 037/038                                | Одеса — Ужгород                                      |  |
| 039/040                                | Запоріжжя — Солотвино                                |  |
| 041/042                                | Дніпро — Трускавець                                  |  |
| 043/044 «Стефанія Експрес»             | Івано-Франківськ — Київ — Черкаси                    |  |
| 046/045                                | Ужгород — Харків                                     |  |
| 047/048                                | Запоріжжя — Мукачево                                 |  |
| 049/050 «Кобзар»                       | Київ — Трускавець                                    |  |
| 052/051 «Нічний експрес»               | Київ — Запоріжжя                                     |  |
| 052/051                                | Запоріжжя — Одеса                                    |  |
| 053/054 «Скіфія»                       | Дніпро — Одеса                                       |  |
| 059/060 «Чайка»                        | Харків — Одеса                                       |  |
| 063/064 «Оберіг»                       | Харків — Київ — Львів                                |  |
| 065/066                                | Харків — Дніпро — Умань                              |  |
| 067/068                                | Маріуполь — Львів                                    |  |
| 069/070                                | Маріуполь — Львів                                    |  |
| 071/072 «Запоріжжя»                    | Запоріжжя — Київ                                     |  |
| 075/076 «Криворіжжя»                   | Кривий Ріг — Київ                                    |  |
| 077/078                                | Бахмут — Маріуполь                                   |  |
| 077/078 «Голубі озера»                 | Ковель — Одеса                                       |  |
| 079/080 «Січеслав»                     | Дніпро — Київ — Львів                                |  |
| 081/081 «Десна»                        | Київ — Ужгород                                       |  |
| 081/082 «Харків»                       | Харків — Новоолексіївка                              |  |
| 083/084 «Азов»                         | Маріуполь — Київ                                     |  |
| 086/085                                | Львів — Запоріжжя                                    |  |
| 088/087 «Лісова пісня»                 | Ковель — Запоріжжя                                   |  |
| 091/092 «Львів»                        | Київ — Львів                                         |  |
| 091/092                                | Костянтинівка — Одеса                                |  |
| 095/096 «Тясмин»                       | Черкаси — Львів                                      |  |
| 097/098 «Світязь»                      | Київ — Ковель                                        |  |
| 099/100 Закарпаття                     | Київ — Ужгород                                       |  |
| 101/102                                | Херсон — Київ                                        |  |
| 103/104 «Нічний експрес»               | Маріуполь — Київ                                     |  |
| 105/106 «Чорноморець»                  | Київ — Одеса                                         |  |
| 108/107 «Хаджибей»                     | Ужгород — Одеса                                      |  |
| 109/110                                | Херсон — Львів                                       |  |
| 111/112 «Слобожанщина»                 | Харків — Львів                                       |  |
| 112/111 116/115 136/135 «Маяк»         | Київ — Бердянськ / Авдіївка                          |  |
| 113/114                                | Харків — Львів                                       |  |
| 117/118 «Буковина»                     | Київ — Чернівці                                      |  |
| 121/122 «Миколаїв»                     | Київ — Миколаїв                                      |  |
| 124/123                                | Костянтинівка — Київ                                 |  |
| 125/126                                | Костянтинівка — Київ                                 |  |
| 127/128                                | Запоріжжя — Львів                                    |  |
| 127/128                                | Харків — Ковель                                      |  |
| 132/132                                | Хмельницький — Херсон                                |  |
| 134/133                                | Лисичанськ — Київ                                    |  |
| 134/133                                | Івано-Франківськ — Миколаїв                          |  |
| 136/135 «Чорномор»                     | Чернівці — Одеса                                     |  |
| 136/135                                | Київ — Покровськ                                     |  |
| 138/137 «Максим Яровець»               | Хмельницький — Лисичанськ                            |  |
| 139/140                                | Київ — Кам'янець-Подільський                         |  |
| 139/140                                | Лисичанськ — Дніпро                                  |  |
| 141/142                                | Маріуполь — Одеса                                    |  |
| 141/142 «Галичина»                     | Бахмут — Київ — Львів                                |  |
| 143/144 «Галичина»                     | Київ — Івано-Франківськ — Ворохта                    |  |
| 143/144                                | Дніпро — Генічеськ (сезонного призначення)           |  |
| 145/146 «Дунай»                        | Київ — Ізмаїл                                        |  |
| 145/146                                | Львів — Ужгород                                      |  |
| 148/147                                | Київ — Одеса                                         |  |
| 165/166                                | Харків — Черкаси                                     |  |
| 205/206                                | Харків — Покровськ                                   |  |
| 215/216                                | Запоріжжя — Чернівці                                 |  |
| 231/232                                | Івано-Франківськ — Генічеськ (сезонного призначення) |  |
| 227/228                                | Київ — Бердянськ (сезонного призначення)             |  |
| 244/243                                | Кривий Ріг — Генічеськ (сезонного призначення)       |  |
| 281/282                                | Хмельницький — Генічеськ (сезонного призначення)     |  |
| 317/318 «Таврія»                       | Запоріжжя — Одеса                                    |  |
| 357/358 «Гуцульщина»                   | Київ — Ворохта                                       |  |
| 375/376                                | Харків — Херсон                                      |  |
| 605/606                                | Львів — Рахів                                        |  |
| 667/668                                | Ковель — Чернівці                                    |  |
| Поїзди категорії «Інтерсіті+»          |                                                      |  |
| 712/711 «Інтерсіті+»                   | Київ — Костянтинівка                                 |  |
| 719/720 «Інтерсіті+»                   | Харків — Київ                                        |  |
| 721/722 «Інтерсіті+»                   | Харків — Київ                                        |  |
| 723/724 «Інтерсіті+»                   | Харків — Київ                                        |  |
| 725/726 «Інтерсіті+»                   | Харків — Київ                                        |  |
| 725/726 «Інтерсіті+»                   | Харків — Київ (за вказівкою)                         |  |
| 732/731 «Інтерсіті+»                   | Київ — Запоріжжя                                     |  |
| 733/734 «Інтерсіті+»                   | Дніпро — Київ                                        |  |
| 738/737 «Інтерсіті»                    | Запоріжжя — Київ                                     |  |
| 739/740 «Інтерсіті»                    | Кривий Ріг — Київ                                    |  |
| 741/742 «Інтерсіті+»                   | Дарниця — Трускавець                                 |  |
| 743/744 «Інтерсіті+»                   | Дарниця — Львів                                      |  |
| 747/748 «Інтерсіті»                    | Київ — Тернопіль                                     |  |
| 749/750 «Інтерсіті»                    | Київ — Івано-Франківськ                              |  |
| 769/770 «Подільський експрес»          | Київ — Кам'янець-Подільський                         |  |
| 758/759 «Подільський експрес»          | Могилів-Подільський — Київ                           |  |
| 761/762 «Інтерсіті+»                   | Київ — Одеса (в літній період)                       |  |
| 763/764 «Інтерсіті+»                   | Дарниця, Київ — Одеса                                |  |
| 766/765 «Столичний експрес»            | Київ — Херсон                                        |  |
| 767/768 «Столичний експрес»            | Київ — Ковель                                        |  |
| 769/770 «Подільський експрес»          | Кам'янець-Подільський — Київ                         |  |
| 771/772 «Подільський експрес»          | Київ — Хмельницький                                  |  |
| 776/775 «Столичний експрес»            | Харків / Суми — Київ                                 |  |
| 778/778 «Подільський експрес»          | Київ — Шостка                                        |  |
| 780/779 «Столичний експрес»            | Суми — Київ                                          |  |
| 781/782 «Столичний експрес»            | Черкаси — Київ                                       |  |
| 784/784 «Подільський експрес»          | Київ — Шостка                                        |  |
| 787/788                                | Харків — Костянтинівка                               |  |
| 790/789 «Столичний експрес»            | Київ — Кропивницький                                 |  |
| 792/791                                | Київ — Кременчук                                     |  |
| 793/794                                | Київ — Рівне                                         |  |
| 795/796 «Промінь»                      | Харків — Дніпро                                      |  |
| 797/798                                | Харків — Запоріжжя                                   |  |
| 797/798 «Столичний експрес»            | Харків — Суми                                        |  |
| 797/798 «Південний експрес»            | Вінниця — Одеса                                      |  |

Примітки:
- Продаж електронних квитків впроваджується і в решті інших поїздах.